# SS Andrea Doria
SS Andrea Doria je bila italijanska potniška oceanska linijska ladja italijanske družbe Società di navigazione Italia. Zgrajena je bila v ladjedelnici Ansaldo, Cantieri navali di Sestri Ponente v Genovi, najbolj znana pa je po potopu leta 1956, ko je umrlo 46 ljudi. 
Ladja je poimenovana po genovskem admiralu Andreu Dorii iz 16. stoletja. Ladja je imela 29.100 BRT in kapaciteto za približno 1.200 potnikov in 500 članov posadke. Od vseh italijanskih ladij v tistem času je bila Andrea Doria največja, najhitrejša in najvarnejša italijanska ladja. Splovljena je bila 16. junija 1951, na svojo krstno plovbo pa je odplula 14. januarja 1953. 
25. julija 1956, medtem, ko se je Andrea Doria približevala obali Nantucket v Massachusettsu, je med plovbo v New York vanjo z vzhoda trčila MS Stockholm, ladja v lasti Swedish American Line, in s tem povzročila eno najhujših nesreč v zgodovini pomorstva. Andrea Doria se je zaradi močnega vdora vode močno začela obračati na desno stran, zaradi česa je polovica reševalnih čolnov ostala neuporabna. Posledično pomanjkanje reševalnih čolnov bi lahko povzročilo veliko izgubo življenj, vendar je ladja po trčenju ostala na površju več kot 11 ur. Potem, ko so rešili 1.600 potnikov, je na ladji ostalo še 46 ljudi, ki so umrli med potopom. Evakuirana luksuzna potapljajoča ladja se je naslednje jutro prevrnila na desni bok in se potopila. Ta nesreča ostaja ena najhujših morskih nesreč, ki se je zgodila v vodah ZDA, od potopitve SS Eastland leta 1915.
O nesreči in njenih posledicah so veliko poročali mediji. Medtem ko so bila prizadevanja za reševanje uspešna in hvalevredna, sta vzroki trka Stockholma in izguba ladje Andrea Doria vzbudila veliko zanimanja medijev in številne tožbe. V veliki meri zaradi sporazuma o zunajsodni poravnavi in zaslišanjih takoj po nesreči ni bila uradno objavljena nobena ugotovitev vzrokov za nesrečo. Čeprav so na začetku krivili italijansko družbo Società di navigazione Italia, so novejša odkritja pokazala, da je napačno delovanje radarja na švedski ladji bilo vzrok za napako, kar je privedlo do nesreče. 

## Zgodovina

### Tehnični podatki
Andrea Doria je bila dolga 213 m, široka 27 m in zavzemala 29.100 registrskih ton. Pogonski sistem ladje je bil sestavljen iz parnih turbin, ki so poganjale dva propelerja, ki sta ladji omogočali prevozniško hitrost do 23 vozlov (43 km/h), medtem, ko je bila njena najvišja hitrost 26 vozlov (48 km/h). Andrea Doria ni bila ne največja in niti ne najhitrejša ladja na svetu: ti dve odlikovanji sta imeli RMS Queen Elizabeth in SS United States. Namesto tega je slavni italijanski ladijski arhitekt Minoletti ladjo naredil bolj luksuzno. 
Ker je plula po južnoatlantskih poteh, je bila Andrea Doria prva ladja, ki je imela tri zunanje bazene, po enega za vsak razred (prvi, kabinski in turistični). Ko je bila na polno rezervirana, je bila ladja sposobna sprejeti 1.241 potnikov v treh različnih razredih;  218 v prvem razredu, 320 v kabinskem razredu in 703 v turističnem razredu. Kot pravilo na čezatlantskih potniških linijskih ladjah je bil vsak potniški razred strogo omejen na določene dele ladje. Prvi razred je bil nameščen sredi zgornjih palub, kabinski razred je bil nameščen tik pred prvim razredom, namestitve v turističnem razredu pa so bile razdeljene med premci in zadnjim koncem ter so bile povezane s hodniki, ki so vodili po celotni dolžini ladje. Vsak razred je imel svojo ločeno jedilnico, salone in družabne dvorane, določene prostore na odprtem krovu in zaprte drevorede ter celo lastne bazene z verandami. Poleg tega je bilo 563 članov posadke zadolženo za upravljanje in vzdrževanje ladje. Več kot milijon dolarjev je bilo porabljenih za umetnine in dekoracije kabin in javnih prostorov, vključno s kipom v višini Admirala Doria. Ladja je imela 16 velikih jeklenih reševalnih čolnov, od tega osem na vsaki strani, kar je zadostovalo za vse potnike in posadko na ladji. 

### Gradnja ladje in krstna plovba
Po koncu druge svetovne vojne je Italija izgubila polovico svojih trgovskih ladij, zavezniške sile pa so si prizadevale od države dobiti vojno odškodnino. Izgube ladij so vključevale nekdanjega nosilca modrega traka, SS Rex, ki je bil leta 1944 bombardiran v Koprskem zalivu. Poleg tega se je država spopadala s propadlim gospodarstvom. Da bi svetu pokazala, da je država okrevala od vojne, in ponovno vzpostavila ponos naroda, je italijanska pomorska družba v začetku petdesetih let naročila dve novi linijski ladji podobnega oblikovanja. Prva ladja se je imenovala Andrea Doria, po genovskem admiralu iz 16. stoletja Andreu Dorii. Druga ladja, ki so jo splovili leta 1953, pa se je imenovala  Cristoforo Colombo po raziskovalcu Krištofu Kolumbu.
Ti dve ladji sta bili namenjeni uporabi v glavni italijanski družbi za plovbo med Genovo in New Yorkom, z drugim imenom "Sončna južna pot", ki so jo do tedaj upravljale Saturnia, Vulcania in Conte Biancamano, italijanske ladijske linije, ki so preživele vojno. Čeprav so bile slednje ladijske linije zelo priljubljene, so bile stare več kot dve desetletji in imele zato nekoliko počasnejše storitvene hitrosti. Tako je bil namen italijanske družbe uporabiti novo Andreo Dorio in Cristoforo Colombo za vzpostavitev novega hitrega potovanja do New Yorka. Medtem ko so tri starejše linijske ladje med plovbo čez Sredozemsko morje imele postanke v Azori, Lizboni, Barceloni in Palermu, bi dve novi hitrejši ladji opravili le tri postanke med Genovo in New Yorkom: v Cannesu, Neaplju in Gibraltarju.
Gradnja ladje Andrea Doria se je začela 9. februarja 1950 v ladjedelnici Ansaldo v Genovi. Ladijska kobilica je bila položena na 1. operativni površini, 16. junija 1951 pa je bila Andrea Doria splovljena. Med slovesnostjo splovitvijo je trup ladje blagoslovil Giuseppe Siri, kardinalni nadškof v Genovi, krstila pa ga je gospa Giuseppina Saragat, žena nekdanjega ministrskega trgovca marine Giuseppeja Saragata.
Sprva naj bi Andrea Doria na svojo krstno plovbo odplula 14. decembra 1952, vendar je bila plovba zaradi poročila o težavah s stroji med testiranjem na morju, premeščena na 14. januar 1953. Med krstno plovbo v New York je ladja naletela na močno nevihto, a je kljub temu 23. januarja srečno priplula v New York z le nekaj minut zaostanka. Sprejela jo je velika vesela dobrodošlica, v kateri je bil tudi newyorški župan Vincent R. Impellitteri.

## Zadnja plovba in potopitev

### Trk z švedsko ladjo
51. plovbo čez Atlantik je Andrea Doria v New York preplula, kot tipična plovba po severnem Atlantiku. Njena zadnja plovba proti vzhodu iz New Yorka se je zaključila 14. julija 1956 in po tridnevnem bivanju v pristanišču je bila ladja pripravljena na ponovno plovbo čez Atlantik, ki naj bi iz Genove izplula v torek, 17. julija 1956. Na tej plovbi je kabine na ladji rezervirala približno 90% potnikov, na ladji pa je potovalo 1.134 potnikov; 190 v prvem razredu, 267 v kabinskem razredu in 677 v turističnem razredu;  s 572 posadko je bilo na krovu skupno 1.706 ljudi.
Zjutraj 17. julija se je na pomolu v Genovi začelo ob 8:00 zjutraj vkrcanje potnikov na ladjo. V Genovi se je vkrcalo 277 potnikov;  49 prvega razreda, 72 kabinskega razreda in 156 turističnega razreda. Med tistimi, ki so se vkrcali v prvi razred, sta bila madžarska baletna plesalca Istvan Rabovsky in Nora Kovach, ki sta se iz sovjetske zveze v ZDA preselila le tri leta prej. Andrea Doria je ob 11:00 izplula iz Genove. 
Njen prvi postanek je bil v Cannesu na francoski rivieri, kamor je priplula sredi popoldne istega dne. Tam se je vkrcalo le nekaj potnikov, skupno 48: 30 potnikov prvega razreda, 15 potnikov kabinskega razreda in le trije potniki turističnega razreda. Med njimi je bila ena najbolj znanih potnic Andrea Doria, hollywoodska igralka Ruth Roman, ki je potovala s svojim triletnim sinom Richardom. Iz Cannesa je Andrea Doria nato nadaljevala pot 400 navtičnih milj (700 km; 500 milj) jugovzhodno do Neaplja, kamor je priplula pozno naslednje jutro. V Neapelju se je vkrcalo skupaj 744: 85 v prvem razredu, 161 v kabini in 498 v turističnem razredu. Večina tistih v turističnem razredu so bili izseljenci iz obubožanih regij južne Italije na poti v nova življenja v Ameriki.  Ladja je iz Neapeljskega pristanišča izplula malo po 18:00 uri, nato pa je dva dni pozneje končno priplula še v pristanišče v Gibraltarju. Potem ko je sprejela svojih zadnjih 65 potnikov (26 prvorazrednih, 19 kabinskih, 20 turističnih), je zaplula na odprto morje Atlantika in se usmerila proti New Yorku. 
V sredo, 25. julija 1956, nekaj minut pred poldnevom, se je MS Stockholm, potniška linijska ladja ameriške pomorske družbe, odpravil iz New Yorka na svojo 103. plovbo čez Atlantik na vzhod do njenegovega matičnega pristanišča v Göteborgu na Švedskem. Z 12.165 tonami in 160 metri dolžine, kar je približno polovica velikosti ladje Andrea Doria, je bil Stockholm najmanjša potniška linijska ladja na severnoatlantski plovbi v petdesetih letih dvajsetega stoletja. Splovljen je bil leta 1948, veliko bolj praktičnega dizajna kot Andrea Doria. Prvotno je bila zgrajena za sprejem 399 potnikov v dveh razredih, Stockholm pa je bil načrtovan bolj za udobje kot razkošje in bogastvo na krovu Andrea Doria, ker se je švedsko-ameriška linijska družba zavedala, da se starost čezatlantskega potovanja potnikov bliža koncu hitro rast ladijskih potovanj. Vendar niso predvideli velikega vala turizma, ki se je pojavil v petdesetih letih dvajsetega stoletja. Kot rezultat tega je švedsko-ameriška družba leta 1953 umaknila Stockholm iz službe zaradi remonta, ki je vključeval dodatek prenove k njeni nadgradnji, da bi zagotovil prostor za namestitev dodatnih 153 potnikov, kar je povečalo njeno največjo potniško zmogljivost na 548. To se je izkazalo za uspešno prenovo, saj je do leta 1956 Stockholm pridobil vreden ugled na plovbi čez severni Atlantik.
Stockholm je iz New Yorka izplul z skoraj največjo zmogljivostjo, s 534 potniki in 208 članov posadke. Ladji je poveljeval ji je kapitan Harry Gunnar Nordenson, čeprav je tretji častnik Johan-Ernst Carstens-Johannsen v času nesreče na ladijskem mostu dežural Stockholm je plul svoji običajnemi plovbi proti vzhodu do svetilnika Nantucket, s hitrostjo približno 18 vozlov (33 km / h), v jasnem vremenu. Carstens-Johannsen je vidljivost ocenil na šestih navtičnih miljah (11 km; 6,9 milje). 
Medtem ko sta se Stockholm in Andrea Doria drug drugemu približevala, je Andrea Doria že več ur plula v gosti megli. Kapitan Andreje Dorije, Piero Calamai, je zmanjšal hitrost iz 23,0 vozlov na 21,8 vozlov (42,6 do 40,4 km / h), aktiviral piščalko na dimniku in zvonec na jamborju za opozarjanje drugih ladij pred meglo in zaprl vsa neprepustna vrata ter s tem izvedel vse običajne previdnostne ukrepe med plovbo v takih pogojih. Vendar Stockholm še ni zaplul v meglo, in se na videz ni zavedal približevanja drugih ladij, skritih v megli. Vode severnoatlantskega juga od otoka Nantucket so pogosto prizorišče presihajoče megle, saj hladni labradorski tok naleti na zalivski tok.
Ko sta se dve ladji med seboj približevali s skupno hitrostjo 40 vozlov (74 km / h; 46 km / h), se je z slabo lučjo vsaka zavedala prisotnosti druge ladje, ki pa jo je vodil le radar, očitno sta si napačno razlagala pot drug drugega. Sprva ni bilo nobene radijske komunikacije. Prvotna poizvedba je pokazala, da je Andrea Doria v kritičnih minutah pred trčenjem postopoma zavila v levo medtem ko je Stockholm zavil približno 20 ° na desno. Pravzaprav sta se ladji dejansko usmerili druga proti drugi, ne da bi se varno umaknili. Zaradi izredno goste megle, ki je zakrivala pogled ladje Andrea Doria, ko so se ladje približevale druga proti drugi so bile ladje v času vizualnega stika precej blizu. Do takrat so posadke spoznale, da so na trku, vendar se kljub manevrom v zadnjem trenutku trčenju niso mogli izogniti. V zadnjih trenutkih pred trkom je Stockholm močno zavil na desno in v teku vzvratno zagnal svoje propelerje in se poskušal ustaviti. Andrea Doria, ki je ostala pri svoji hitrosti skoraj 22 vozlov (41 km / h; 25 km / h), je odločno zavila levo, njen kapitan pa je upal, da bo preprečil trčenje. Ob 23:10 sta obe ladji trčili, Stockholm pa je s premcem zaril v desni bok Andreje Dorije. 

### Vpliv in nagib
Ko sta se Andrea Doria in Stockholm trčila skoraj pod kotom 90 °, je Stockholmskova močna železna kobilica za prebijanje ledu, prebila bok desne strani ladje Andrea Doria približno tretjino njene dolžine od premca. Prodrl je skozi trup do globine skoraj 12 m v kobilici. Pod vodno črto se je odprlo pet rezervoarjev za gorivo na desnem boku Andreje Dorie, napolnili pa so se s tisočimi tonami morske vode. Medtem je bil zrak zaprt v petih praznih rezervoarjih na levi strani, zaradi česar so lebdeli lažje, kar je prispevalo k resnemu nagibu ladje. Velike posode za gorivo so bile ob trčenju večinoma prazne, saj se je ladja bližala koncu plovbe, kar je poslabšalo nagib.
Andrea Doria je bila načrtovana s trupom, razdeljenim na 11 neprepustnih prostorov, ločenih z jeklenimi pregradami, ki so segale po širini njenega trupa, ki so se dvigale od dna trupa ladje vse do palube. Edine odprtine v pregradah so bile na spodnjih palubah, kjer so bila za uporabo motorjev nameščena neprepustna vrata in jih je bilo mogoče v nujnih primerih zlahka zapreti. Njena zasnova je določila, da če bi bila poplavljena katera koli dva sosednja neprepustna oddelka, lahko ladja ostane na površju. Poleg tega je Andrea Doria po pravilih in smernicah, ki jih je določila Mednarodna konvencija o varnosti človeškega življenja na morju leta 1948, preprečila nagib tudi v najslabših možnih okoliščinah, vendar ne več kot 15 °. Vendar pa je kombinacija petih poplavljenih cistern na eni strani in petih praznih rezervoarjev na drugi strani naredila nagib, ki je v nekaj minutah po trčenju presegel 20 °. Medtem ko je trčenje samo prodrlo v enega od neprepustnih oddelkov ladje Andrea Doria, bi huda poplava postopoma potegnila vrhove pregrad vzdolž desne strani pod nivo vode, kar bi omogočilo, da morska voda teče po hodnikih, po stopniščih in na kakršen koli drug način bi lahko stekla v naslednjem predelu. Trčenje se je raztrgalo tudi v dostopnem hodniku, ki je potekal od električne sobe, ki je bil nameščen neposredno od mesta trčenja, do majhne sobe na sprednjem koncu predelkov rezervoarja, ki je vseboval krmilne črpalke za rezervoarje. Toda v zasnovi Andreje Dorije je obstajala usodna napaka, saj na mestu, ko je hodnik potekal skozi pregrado, ki je ločevala oba predelka, ni bilo nobenih neprepustnih vrat. To je omogočilo, da se je prostor za generatorje hitro napolnil z morsko vodo, kar je prispevalo ne samo k povečanju poplav, temveč tudi k izgubi električne energije.
Začetne klice v radijski stiski je poslala vsaka ladja in na ta način so se naučili identitete drug drugega. Kmalu zatem so sporočila prejele številne postaje radijske in obalne straže ob obali Nove Anglije in svet je kmalu ugotovil, da sta se trčili dve veliki oceanski linijski ladji. 

Andrea Doria je poslala ta SOS klic: 
"SOS DE ICEH [to je Andrea Doria] SOS TUKAJ NA POLOŽAJU 40.30 N 69.53. POTREBUJEMO TAKOJŠNJO POMOČ "

### Ocenjevanje škode in neposredna nevarnost
Kmalu po trčenju je Andrea Doria začela toniti in se začela močno nagibati na desno stran. V nekaj minutah je bil nagib vsaj 18 °. Potem ko sta se ladji ločili, je kapitan Andreje Dorie, Calamai hitro ustavil vse ladijske stroje v strojnici. Zaradi takojšnjega hitrega vdora vode, ki je preplavila rezervoarje desnega boka in ker so se levi rezervoarji med trkom prevrnili in razlili, je bil nagib še večji, kot je bilo pričakovano. Ko se je nagib v naslednjih nekaj minutah povečal na 20 ° ali več, je kapitan Calamai ugotovil, da njegove ladje ne more nič več rešiti, razen če bi bilo nagib mogoče popraviti.
V strojnici so inženirji poskušali izčrpati vodo iz poplavnih desnih neprepustnih prostor, vendar brez uspeha. Ostala je le majhna količina goriva in dotoki za črpanje morske vode v rezervoarje, ki so bili zdaj visoko iz vode, zato so bili vsi poskusi popravljanja nagiba ladje, nemogoči. 
Na krovu Stockholma je bilo približno 10 m njenega premca podrto in odtrgano. Sprva se je ladja nevarno gibala s poškodovanim premcem, vendar je izpraznitev rezervoarjev za sladko vodo kmalu dvignila premec na nekaj centimetrov ( približno 10 cm) običajno navzgor. Hitro raziskovanje je ugotovilo, da se velika škoda ne razteza zunaj pregrade med prvim in drugim neprepustnim oddelkom. Tako je ladja kljub padcu na premcu in polavitvi prvega neprepustnega predelka kmalu ugotovila, da je stabilna in da ni v nevarnosti, ker se ne bo potopila. 

### Reševanje
Na Andreji Doriji je izrek "zapustite ladjo" prišel pol ure po trku. Na vsaki strani palube je bilo postavljenih dovolj reševalnih čolnov za vse potnike in posadko. Postopki so zahtevali, da se čolni spuščajo poleg steklene ograje, kjer bi lahko evakuirani potniki stopili skozi okna in skočili neposredno v čolne, ki bi jih nato spustili v vodo. Vendar je bilo kmalu ugotovljeno, da je polovica reševalnih čolnov, tisti na levi strani, nedosegljiva zaradi hudega nagiba, ki jih je nagnil visoko v zrak. Da bi se stvari še poslabšale, so se na nagibu ladje zapletli tudi običajni postopki reševalnih čolnov na desni strani. Namesto da bi reševalne čolne naložili ob bok palube in jih nato spustili v vodo, bi bilo treba čolne spustiti prazne in nekako spraviti reševalce po zunanjosti ladje v čolne. To so na koncu dosegli s pomočjo vrvi in ladijskih lestev na vrv. V strahu, da bi povzročil paniko in prevračanje reševalnih čolnov na desnem boku, se je kapitan Calamai odločil, da ne bo ukazal opustiti ladje, dokler ne pride pomoč. Medtem je drugi častnik Guido Badano objavil obvestila po sistemu zvočnikov, v katerem je potnike naročil, naj si nadenejo reševalni pas in se odpravijo na svoje določene zbiralne postaje. 
Radio je na druge ladje prenašal sporočilo o stiski, s čimer je bilo jasno, da so nujno potrebni dodatni reševalni čolni.  Prva ladja, ki se je odzvala v klice v sili z Andreje Dorie, je bila 120 metrov dolga tovorna ladja Cape Ann iz Združenega sadjarskega podjetja, ki se je po potovanju v Bremerhaven v Nemčiji vračala v ZDA. Po prejemu sporočila od prizadete Andreje Dorie je kapitan Joseph Boyd nemudoma ukazal usmeriti proti potapljajoči se ladji. S 44 osebami na krovu in samo dvema reševalnima čolnoma na katerih je bilo 40 oseb je bila pomoč, ki jo je nudila Cape Ann, omejena, toda v nekaj minutah so se ji pridružile še številne druge ladje, ki so se odzvale na klic v stiski. Na morju je prišel tudi zasebnik ameriške mornarice William H. Thomas, ki se je v Livorno v Italiji odpravil v New York z 214 vojaki in vzdrževanimi člani. Njen kapitan John Shea je ameriško mornarico vodil v reševalno akcijo in posadki takoj naročil, naj pripravi osem uporabnih reševalnih čolnov. Reševanju se je pridružil tudi spremljevalec rušilcev ameriške mornarice, Edward H. Allen. 
44 milj (51 km) vzhodno od mesta trčenja je bila francoska linijska ladja SS Île de France vzhodno od New Yorka na poti do njenega domačega pristanišča Le Havre v Franciji z 940 potniki in 826 posadko na krovu. 30-letna luksuzna linijska linija je bila s 44.500 tonami in 225 metri dolžine med največjimi potniškimi linijskimi ladjami. Na tej plovbi, ko je isti dan kot Stockholm zapustila New York, je plula pod poveljstvom kapitana Raoula de Beaudeana, izkušenega kapitana, ki je 35 let služil in delal na francoski linijski ladji. Ko je ladja dobila klice v sili iz Andreje Dorie, je kapitan de Beaudean poskušal vzpostaviti stik z Andreo Dorio, da bi izvedel kaj več o situaciji, ki je bila neuspešna, a je po stikih s Stockholmom, Cape Annom in Thomasom hitro ugotovil resnost razmer in življenja več kot 1.600 ljudi so bili v nevarnosti. Hitro je ukazal ladjo usmeriti proti kraju nesreče, Île de France pa se je nato obrnila in plula proti kraju nesreče s polno hitrostjo.
Na krovu Andreje Dorie je bila postavitev osmih uporabnih reševalnih čolnov na desni strani ladje še ena težava tisto noč, saj je veliko čolnov zapustilo Andreo Dorio le delno obremenjeno s približno 200 paničnimi člani posadke in zelo malo potnikov. 
Medtem ko so bile druge poti v bližini na poti, je kapitan Nordenson na Stockholmu, ko je ugotovil, da njegova ladja ni v neposredni nevarnosti, da bi potonila, in potem, ko je bil zagotovljena varnost svojih največ spalnih potnikov, je ustavil ladjo in poslal nekaj svojih reševalnih čolnov, da bi pomagali pri reševanju Andreje Dorije. V prvih urah so se številni reševalci, ki so jih z obeh ladij prevažali rešilni čolni, odpeljali v Stockholm. Za razliko od tragedije Titanica 44 let prej, se je več drugih nepovratnih ladij, ki so zaslišale SOS signal iz Andreje Dorije, odzvale čim hitreje, nekatere pa so na koncu prišle na prizorišče. Radijske komunikacije so vključevale stike z drugih ladij, saj so radiji Andreje Dorie imeli omejen pogovor. Na obali se je odzvala tudi ameriška obalna straža iz New Yorka.
Tri ure po trku je bil kapitan de Beaudean zaskrbljen zaradi varne plovbe svoje ogromne ladje med obema poškodovanima linijskima ladjama, drugimi odzivnimi plovili, reševalnimi čolni in morda celo ljudmi v vodi. Potem, ko je Île de France priplula na kraj nesreče, se je megla dvignila in svojo ladjo je bilo lahko zavladati tako, da je bila desna stran Andreje Dorie že nekoliko pod vodo. Kapitan francoske ladje je naročil, da se prižgejo vse zunanje luči Île de France. Pogled osvetljenega Île de France je bil veliko čustveno olajšanje za številne udeležence, posadko in potnike.
Île de France je uspelo rešiti večino preostalih potnikov tako, da je 10 reševalnih čolnov z ladjo naprej in nazaj pripeljalo do potapljajoče se Andreje Dorie in prejel obremenitve reševalnih čolnov z drugih ladij, ki so že bile na kraju dogodka.  Nekateri potniki na Île de France so se odrekli svojim luksuznim kabinam in jih prepustili preživelim potnikom iz panike. Hvaležni preživeli so poročali o številnih drugih dejanjih prijaznosti.
Iz Andreje Dorie je bilo rešenih 1.663 potnikov in članov posadke. Hudo poškodovan Stockholm je z uporabo svojih lastnih reševalnih čolnov in reševanih čolnov Andreje Dorie prevzel 545 preživelih, od tega 234 članov posadke iz Andree Doria; 129 preživelih je rešil Cape Ann, 159 pa Pvt. William H. Thomas, 77-letni Edward H. Allen, vključno s kapitanom Calamaijem in njegovimi častniki, ter en zelo posrečen ameriški mornar, ki je spal skozi celotno trčenje in evakuacijo, je imel srečo, da ga je varnostnik Robert rešil iz zapuščene kabine na pol potopljene kabine E. Hopkins. Najpomembnejšo vlogo pri reševanju je Île de France odigral največ 753 preživelih. 
Kmalu po zori so s dveh helikopterjev, ki sta jih poslali obalna straža in ameriške zračne sile, s te ladje na kraj nesreče odpeljali štiriletno italijansko dekle z hudo poškodbo glave in štiri hudo poškodovane ćlane Stockholmskove posadke. Številni potniki in nekaj posadke so bili hospitalizirani v newyorški bolnišnici po prihodu v New York.

### Prevnitev Andreje Dorije in dokončen potop
Ko je bila evakuacija končana, je kapitan Calamai iz Andreje Dorie preusmeril ladjo na možnost vleke ladje v plitvo vodo proti obali. Toda tistim, ki so nemočno gledali na prizorišču, je bilo jasno, da je morje ni bilo povsem mirno in da ladje ne more več nič rešiti. 
Potem ko so bili vsi reševalci premeščeni na različne reševalne ladje za New York, so se kapitan in preostala posadka Andreje Dorie začela izkrcati - prisiljena je bila zapustiti potapljajočo se ladjo. Do 9. ure je bil celo kapitan Calamai v reševalnem čolnu. 26. julija 1956 je Andrea Doria ob 9:45 je začela močno hitro toniti. Premec je potonil pod vodo v nekaj minutah in trije bazeni na glavni palubi so se napolnili z morsko vodo. Ko je premec udaril v morsko dno, se je krma rahlo dvignila, in so vidni propelerji gledali iz vode v zrak. Ko se je krma začela potapljati, so nekateri neporabljeni reševalni čolni brez svojih vrv plavali na vodi. 10 ur po trku, 26. julija 1956 je Andrea Doria ob 10:09 dokončno potonila. Ladja je v teh 10 urah preplavala 1,58 navtičnih milj (2,93 km) od mesta trčenja. Zračne fotografije osupljene oceanske ladje, ki je prekrivala vodo in morje, je leta 1957 za Harryja A. Traška iz časopisa Boston Traveler prejel Pulitzerovo nagrado.

## Dogodki po potopu
Po prihodu preživelih potnikov in članov posadke v New York, je na newyorškem sodišču več tednov potekala preiskava v kateri so bili vdeleženi preživeli člani posadke iz Andreje Dorie in nekateri častniki iz MS Stockholma. Obe pomorski družbi sta bili odgovorni za odškodnino svojcem žrtev in družinam. Švedsko podjetje je škodo ocenilo na dva milijona dolarjev, od tega polovico za popravilo Stockholomvega premca. Italijansko podjetje je po izgubi Andreje Dorie ocenilo odškodnino na 30 milijonov dolarjev. 
V newyorški preiskavi je bilo ugotovljeno, da je napačno ravnanje radarja na ladji Stockholm sprožilo trk, kar je privedlo do nesreče. V poznejših letih je bilo izvedenih velik regulativnih sprememb, da bi preprečili ponovitev takšne katastrofe; ladjarske družbe so morale zlasti okrepiti usposabljanje posadke za uporabo radarjev. Po drugi strani pa so morale prihajajoče ladje vzpostaviti stik po radiu (kar danes ni več tako). Namestitev naprav za ločevanje ladijskega prometa bilo eno od sredstev za omejevanje možnosti trka v prometne prehode, ta namestitev se je pojavila veliko časa po nesreči.
Stockholmskov premec je bil popravljen po ceni 1 milijon dolarjev. Danes nekdanji Stockholm pluje pod imenom MV Astoria in ima matično pristanišče na Portugalskem. 
V nesreči je umrlo 46 ljudi. Preživeli so svoje življenje nadaljevali s širokimi izkušnjami. Kapitan Calamai ni nikoli sprejel drugega ukaza in je živel preostanek svojega življenja v žalosti, "kot človek, ki je izgubil sina", v skladu s svojo hčerko. Večina drugih častnikov se je vrnila na morje. Nekateri preživeli so imeli duševne težave še leta po incidentu, medtem ko so drugi menili, da so jim izkušnje pomagale, da bi svoje življenje cenili bolj dragoceno. Skupina preživelih ostaja v stiku med seboj prek spletnega mesta, ki ga vodi družina Anthonyja Grilla. 

## Razbitina
Razbitina Andreje Dorie leži na globini 50 metrov, na položaju 40 ° 29.408 ′ Z 69 ° 51.046′W. Kmalu potem, ko je ladja potonila, sta dva ameriška potapljača Peter Gimbel in Joseph Fox uspela najti razbitino in fotografije potopljene ladje objavila v filmu Life. Pozneje je Peter Gimbel izvedel številne reševalne operacije, vključno z reševanjem bančnega sefa iz prvega razreda, leta 1981. Kljub ugibanjem, da so potniki odložili veliko dragocenosti, je bil sef odprt na televiziji v živo leta 1984 in dal tisoč ameriških srebrnih potrdil, kanadski bankovcev, potniških čekiov American Express in italijanskih bankovcev, drugih dragocenosti pa ne. Ta izid je očitno potrdil še druga ugibanja, da je večina potnikov na Andreji Doriji v pričakovanju prihodov ladje v New York City naslednje jutro že pred trčenjem poiskala svoje dragocenosti.
Zaradi prej dobrega stanja je bila razbitina zelo priljubljena točka v severnem Atlantiku. Običajno razbitino imenujejo "Mount Everest of scuba diving". To ime je nastalo po odpravi julija 1983 od kapitan Alvina Goldena med intervjujem potapljačev, ki so ga vodili s CBS News, po vrnitvi s potapljaške odprave na razbitino na R / V Wahoo. 
Leta 2010 so nadaljnje odprave na razbitino odkrile velike težave. Razbitina se stara in se je že močno poslabšala, trup pa se je zlomil in podrl. Ker ladja leži na desnem boku, so se zgornje palube prvega razreda, odrtgale in se zrušile na morsko dno, kjer je zdaj velik razbitinski kup. Nekoč priljubljene dostopne točke, ki so jo obiskovali potapljači, prostor Gimbel, že skoraj ni več. Potapljači imenujejo razbitino Andreje Dorie "bučno" razbitino, saj ta spušča različne hrupe zaradi nenehnega poslabšanja in vodnih tokov, ki se gibljejo skozi odprtine okoli trupa. Vendar se zaradi tega propada nova dostopna območja nenehno odpirajo za prihodnje potapljače na nenehno spreminjajoči se razbitini. Na razbitini je tudi nekaj ribiških mrež, kar stanje razbitine samo še poslabšuje. 